# 2002 w grach komputerowych
| Skróty platform | Skróty platform                                  |
| --------------- | ------------------------------------------------ |
| DC              | Dreamcast                                        |
| Droid           | Android                                          |
| DS              | Nintendo DS                                      |
| GB              | Game Boy                                         |
| GBA             | Game Boy Advance                                 |
| GBC             | Game Boy Color                                   |
| GCN             | GameCube                                         |
| iOS             | iOS                                              |
| Lin             | komputer osobisty z systemem operacyjnym Linux   |
| Mac             | komputer osobisty Mac                            |
| N64             | Nintendo 64                                      |
| NS              | Nintendo Switch                                  |
| PC              | komputer osobisty                                |
| PS1             | PlayStation                                      |
| PS2             | PlayStation 2                                    |
| PS3             | PlayStation 3                                    |
| PS4             | PlayStation 4                                    |
| PS5             | PlayStation 5                                    |
| PSP             | PlayStation Portable                             |
| PSVita          | PlayStation Vita                                 |
| Wii             | Wii                                              |
| WiiU            | Wii U                                            |
| Win             | komputer osobisty z systemem operacyjnym Windows |
| X360            | Xbox 360                                         |
| XONE            | Xbox One                                         |
| Xbox            | Xbox                                             |
| XSX             | Xbox Series                                      |

Artykuł opisuje ważne wydarzenia w 2002 roku w branży gier komputerowych. Zobacz też: historia gier komputerowych.

## Wydarzenia
- Academy of Interactive Arts & Sciences prowadzi piąte Interactive Achievement Awards i wprowadza Willa Wrighta z firmy Maxis do AIAS Hall of Fame
- BAFTA (British Academy of Film and Television Arts) prowadzi piątą edycję rozdania nagród BAFTA Interactive Awards za technologie multimedialne. 10 z 21 nagród idzie do gier komputerowych. Ian Livingstone dostaje nagrodę specjalną, BAFTA Interactive Special Award
- Ósma edycja E³ (Electronic Entertainment Expo) i piąta edycja rozdania nagród Game Critics Awards za Najlepsze na E³
- Eidos Interactive wyznacza holenderską modelkę Jill de Jong jako nowe wcielenia Lary Croft
- Gama Network prowadzi czwartą edycję festiwalu Independent Games Festival (IGF)
- Game Developers Conference prowadzi drugą edycję rozdania nagród Game Developers Choice Awards
- Sega zakłada oddział Sega Mobile w celu projektowania, produkcji i wydawania gier na telefony komórkowe i palmtopy oraz oddział Sega.com Business Solutions jest pomoc dla producentów i wydawców gier komputerowych
- Rockstar Games w ogniu krytyki za stworzone przez siebie Grand Theft Auto III i Grand Theft Auto: Vice City
- 22 marca – The Sims zabiera grze Myst miejsce jako najlepiej sprzedającej się grze komputerowej wszech czasów[1]

### Wydane gry
- 22 stycznia – Medal of Honor: Allied Assault (PC)
- 28 stycznia – Drakan: The Ancients’ Gates (PS2 (US))
- 3 lutego – Sonic Advance (GBA (US))
- 5 lutego – Mall Tycoon
- 8 lutego – Mega Man X6 (PS1 (EU))
- 8 lutego – Mega Man Xtreme 2 (GBC (EU))
- 11 lutego – Maximo: Ghosts to Glory (PS2)
- 12 lutego – Sonic Adventure 2: Battle (GC (US))
- 4 marca – Tony Hawk’s Pro Skater 3 (GBA, Xbox)
- 8 marca – Sonic Advance (GBA EU))
- 14 marca – Blood Wake (Xbox (EU))
- 26 marca – Jedi Knight II: Jedi Outcast (PC)
- 26 marca – Dragon Throne: Battle of the Red Cliffs
- 28 marca – Tony Hawk’s Pro Skater 3 (PC)
- 31 marca – Dungeon Siege (PC)
- 30 kwietnia – Resident Evil (GC)
- 2 maja – The Elder Scrolls III: Morrowind (PC)
- 3 maja – Sonic Adventure 2#Sonic Adventure 2: BattleSonic Adventure 2: Battle (GC (EU))
- 16 maja – Final Fantasy XI (Japonia) (PS2)
- 20 maja – Grand Theft Auto III (PC)
- 20 maja – Soldier of Fortune II: Double Helix (PC)
- 28 maja – Medal of Honor: Frontline (PS2)
- 6 czerwca – The Elder Scrolls III: Morrowind (Xbox)
- 16 czerwca – Neverwinter Nights (PC)
- 3 lipca – Warcraft III: Reign of Chaos (PC)
- 13 sierpnia – Aliens versus Predator 2: Primal Hunt (PC)
- 19 sierpnia – Medieval: Total War (PC)
- 25 sierpnia – Super Mario Sunshine (GC)
- 25 sierpnia – Super Monkey Ball 2 (GC)
- 27 sierpnia – SOCOM: U.S. Navy SEALs (PS2)
- 27 sierpnia – Icewind Dale II (PC)
- 29 sierpnia – Mafia (PC)
- 10 września – Battlefield 1942 (PC)
- 15 września – Animal Crossing (GC)
- 23 września – Tekken 4 (PS2)
- 24 września – Unreal Championship (Xbox)
- 30 września – Burnout 2: Point of Impact (PS2)
- 30 września – No One Lives Forever 2: A Spy in H.A.R.M.’s Way (PC)
- 30 września – Unreal Tournament 2003 (PC)
- 1 października – Hitman 2: Silent Assassin (GC, PC, PS2, Xbox)
- 4 października – Wizardry: Tale of the Forsaken Land (PS2 (EU))
- 9 października – TimeSplitters 2 (PS2)
- 15 października – Red Faction II (PS2)
- 16 października – TimeSplitters 2 (GC, Xbox)
- 22 października – Baldur's Gate: Dark Alliance (Xbox)
- 23 października – Tony Hawk’s Pro Skater 4 (GC, PS2, Xbox)
- 25 października – Civilization III: Play the World (PC)
- 27 października – Grand Theft Auto: Vice City (PS2)
- 28 października – Tony Hawk’s Pro Skater 4 (GBA)
- 1 listopada – Age of Mythology (PC)
- 4 listopada – Metal Gear Solid 2: Substance (Xbox)
- 4 listopada – Ratchet & Clank (PS2)
- 6 listopada – The Elder Scrolls III: Trójca (PC)
- 10 listopada – Medal of Honor: Frontline (GC, Xbox)
- 10 listopada – Resident Evil 0 (GC)
- 10 listopada – Serious Sam (Xbox)
- 11 listopada – MechAssault (Xbox)
- 11 listopada – Medal of Honor: Allied Assault: Spearhead (PC)
- 13 listopada – NationStates
- 15 listopada – Metroid Prime (GC)
- 18 listopada – Baldur's Gate: Dark Alliance (GC)
- 18 listopada – Tom Clancy’s Splinter Cell (Xbox)
- 20 listopada – Jedi Knight II: Jedi Outcast (GC, Xbox)
- 20 listopada – Mortal Kombat: Deadly Alliance (GC, PS2, Xbox, GBA)
- 29 listopada – Gothic II (PC)
- 13 grudnia – The Legend of Zelda: The Wind Waker (Japonia) (GC)
- dokładna data wydania nieznana – VirtualBus
- 1 listopada – Total Immersion Racing (PC) Xbox) (PS2)

### Biznes
- 19 lutego – Sierra On-Line zmienia nazwę na Sierra Entertainment, Inc.
- 10 maja – Yeti Interactive zmienia nazwę na Tiwak
- 15 listopada – Xbox Live, sieć dla gier konsolowych rozpoczyna działalność
- 26 listopada – Square i Enix zapowiadają fuzję. Nową nazwą jest Square Enix.
- Activision wykupuje firmy Luxoflux Corporation, Gray Matter Interactive Studios, Shaba Games LLC i Z-Axis Ltd.
- Empire Interactive PLC wykupuje eJay AG
- Infogrames Entertainment SA wykupuje Eden Studios i Shiny Entertainment
- Microsoft wykupuje Rare Ltd.
- PCCW: Jaleco USA łączy się ze swoim oddziałem VR1 Entertainment i zmienia nazwę na Jaleco Entertainment
- Sony Corporation wykupuje Aiwa Corporation
- Vivendi Universal wykupuje Massive Entertainment
- Encore Software, Inc. bankrutuje (majątek spółki wykupiony przez Navarre Corporation)
- Założono .400 Software Studios

## Trendy
Firma NPD podaje, że sprzęt, oprogramowanie i akcesoria do gier sprzedane zostały ogółem za 10,3 miliardów dolarów w 2002 roku. Oznaczało to wzrost sprzedaży w stosunku do poprzedniego roku o 10 procent.

### Konsole gier wideo
Dominującymi konsolami gier wideo w 2002 były:
- Nintendo GameCube
- Microsoft Xbox
- Sony PlayStation 2

### Przenośne konsole gier wideo
Dominującą przenośną konsolą w 2002 był Game Boy Advance firmy Nintendo.

### Sprzedaż gier
Dziesięcioma najlepiej sprzedającymi się grami w USA w 2002 według ilości sprzedanych kopii (według raportu NPD) to:
| Lp. | Tytuł                       | Platforma | Wydawca         |
| --- | --------------------------- | --------- | --------------- |
| 1   | Grand Theft Auto: Vice City | PS2       | Rockstar Games  |
| 2   | Grand Theft Auto III        | PS2       | Rockstar Games  |
| 3   | Madden NFL 2003             | PS2       | Electronic Arts |
| 4   | Super Mario Advance 2       | GBA       | Nintendo        |
| 5   | Gran Turismo 3: A-Spec      | PS2       | Sony            |
| 6   | Medal of Honor: Frontline   | PS2       | Electronic Arts |
| 7   | Spider-Man: The Movie       | PS2       | Activision      |
| 8   | Kingdom Hearts              | PS2       | Square          |
| 9   | Halo: Combat Evolved        | Xbox      | Microsoft       |
| 10  | Super Mario Sunshine        | GameCube  | Nintendo        |